# Iniciativas Culturais Arte e Técnica
O grupo Iniciativas Culturais Arte e Técnica (I.C.A.T.) foi uma organização criada por um colectivo de arquitectos de Lisboa, politicamente empenhados. O grupo foi fundado em 1946 e a sua atividade prolongou-se pela década de 1950. 
Contando com elementos ativos da oposição ao Regime do Estado novo, o I.C.A.T. tinha como objectivo defender e divulgar pontos de vista profissionais relacionados com "os problemas do contexto social e económico da produção da arquitectura".

## História
O I.C.A.T. foi fundado em 1946 por um grupo que incluía Keil do Amaral, João Simões, Veloso Reis Camelo, Paulo de Carvalho Cunha, Adelino Nunes, Hernâni Gandra, Celestino de Castro, Formosinho Sanches e Raúl Chorão Ramalho, entre outros.
Alguns membros do I.C.A.T. estiveram ligados ao Movimento de Unidade Democrática (MUD), uma organização política que lutou contra o Salazarismo em Portugal.
No seio do grupo foram originadas grande parte das teses apresentadas no I Congresso Nacional de Arquitectura, realizado em Lisboa em Maio-Junho de 1948, uma acontecimento do maior significado para os arquitetos portugueses, que lhes permitiu "apresentar ao governo uma imagem de unidade sobre dois pontos importantes: a rejeição do Português Suave e a chamada de atenção para o gravíssimo problema da habitação e o papel da arquitectura e urbanismo modernos na sua solução".
O I.C.A.T. editou a revista Arquitectura: Revista de Arte e Construção (a partir de 1947); participou na organização das Exposições Gerais de Artes Plásticas (1946-1956), mostras multidisciplinares que incluíam obras de pintura e escultura, de arquitetura, etc.; dinamizou o Inquérito à Arquitectura Popular em Portugal (iniciado em 1955; publicado em 1961), trabalho que contou também com a colaboração de membros do Organização dos Arquitectos Modernos (ODAM), um grupo do Porto com objetivos semelhantes ao de Lisboa e com o qual o I.C.A.T. manteve contacto.